# Happy? (Public Image Ltd.)
| Recensione       | Giudizio |
| ---------------- | -------- |
| AllMusic         | [ 1 ]    |
| Robert Christgau | B        |

Happy? è il sesto album in studio del gruppo alternative rock britannico Public Image Ltd., pubblicato nel 1987 dalla Virgin Records.

## Tracce
Testi e musiche dei Public Image Ltd.
1. Seattle - 3:40
2. Rules and Regulations - 4:31
3. The Body - 3:12
4. Save Me - 4:47
5. Hard Times - 3:41
6. Open and Revolving - 4:01
7. Angry - 4:14
8. Fat Chance Hotel/Save Me (unlisted instrumental) - 7:00

## Formazione
- John Lydon - voce
- John McGeoch - chitarra
- Lu Edmonds - chitarra, tastiere
- Allan Dias - basso
- Bruce Smith - batteria, percussioni